# Вошингтон Терас (Јута)
Вошингтон Терас (енгл. Washington Terrace) град је у америчкој савезној држави Јута.

## Демографија
По попису из 2010. године број становника је 9.067, што је 516 (6,0%) становника више него 2000. године.
| Група             | 2000.         | 2010.         |
| Белци             | 7.387 (86,4%) | 7.354 (81,1%) |
| Афроамериканци    | 192 (2,2%)    | 187 (2,1%)    |
| Азијати           | 102 (1,2%)    | 116 (1,3%)    |
| Хиспаноамериканци | 674 (7,9%)    | 1.167 (12,9%) |
| Укупно            | 8.551         | 9.067         |